# Piaya
Piaya – rodzaj ptaków z podrodziny kukułek (Cuculinae) w rodzinie kukułkowatych (Cuculidae).

## Zasięg występowania
Rodzaj obejmuje gatunki występujące w Meksyku, Ameryce Centralnej i Południowej.

## Morfologia
Długość ciała 38–50 cm; masa ciała samców 73–137 g, samic 76–134 g.

## Systematyka

### Etymologia
- Atinganus: na podstawie „Atingacu” Marcgrave’a z 1648 roku, od tupi nazw Atingacú, Tingacú lub Tinguacú „wielkodzioby” (ptak), dla rudzianki wielkiej[6]. Gatunek typowy: nie podany.
- Piaya: kreolska nazwa Piaye „diabeł” (ptak), dla rudzianki wielkiej[7].
- Pyrrhococcyx: gr. πυρρος purrhos „płomienny, ognistej barwy”, od πυρ pur, πυρος puros „ogień”; κοκκυξ kokkux, κοκκυγος kokkugos „kukułka”[8]. Gatunek typowy: Cuculus cayanus Linnaeus, 1766.

### Podział systematyczny
Do rodzaju należą następujące gatunki:
- Piaya cayana (Linnaeus, 1766) – rudzianka wielka
- Piaya melanogaster (Vieillot, 1817) – rudzianka krasnodzioba